# Demodice
Demodice (in greco antico: Δημοδίκη?, Dēmodìkē) o Biadice è un personaggio della mitologia greca.

## Genealogia
È la seconda moglie di Creteo. Non ci sono riferimenti sui suoi genitori o discendenze.

## Mitologia
Innamoratasi di Frisso (il figlio del cognato Atamante) non fu ricambiata e così lo accusò di averla violentata. Creteo per amore di lei si recò dal fratello chiedendo che il nipote venisse messo a morte ma intervenne Nefele salvando sia Frisso che la sorella Elle.

## Preludio agli Argonauti
Nefele salva Frisso ed Elle donando a loro il Crisomallo cioè l'ariete dal vello d'oro che rappresenta il preludio della spedizione degli Argonauti.